# Sotíris Kaïáfas
Sotíris Kaïáfas (en grec moderne : Σωτήρης Καϊάφας), né le 17 décembre 1949 à Mia Milia (en), est un footballeur chypriote qui évoluait au poste d'attaquant à l'Omonia Nicosie et en équipe de Chypre. Il est le père de Kóstas Kaïáfas, lui aussi footballeur international.

## Biographie
Kaiafas joue pour Proodos, le club local de Mia Milia. Il rejoint Omonia en 1965, et en 1967, il fait ses débuts avec l'équipe senior. Rapidement, il s’impose comme l'un des buteurs les plus prolifiques qu'Omonia ait jamais recrutés. Au cours de la saison 1971–72, Kaiafas devient pour la première fois le meilleur buteur du championnat chypriote avec un total 12 buts. Kaiafas, comme d'autres stars chypriotes telles qu'Andreas Stylianou, Panicos Efthymiades et Leonidas Leonidou, devient un héros pour les fans.
Lors de l'invasion de Chypre, les Turcs prennent possession de la partie nord de Chypre, y compris le village natal de Kaiafas, Mia Milia. Il doit, comme 200 000 autres Chypriotes grecs, quitter sa maison et se réfugier dans le reste de la Chypre. Il déménage ensuite en Afrique du Sud avec sa famille, mais revient à Chypre un an plus tard où il s’installe avec sa famille à Nicosie. Kaiafas devient le meilleur buteur de la Première Division chypriote au cours de sept autres saisons (1973–74, 1975–76, 1976–77, 1978–79, 1979–80, 1980–81 et 1981–82). Au total, il marque près de 300 buts en championnat, avec un record de 44 buts en une saison. Il aide grandement son club bien-aimé, l’Omonia AC, à remporter le championnat à six reprises.
À l’issue de la saison 1975–76, grâce à ses 41 buts en championnat, il remporte le Soulier d'Or européen. Il s’agit, à ce jour, du prix le plus important jamais gagné par un footballeur chypriote. Il est également élu « Sportif chypriote de l'année » en 1976 et 1978 par l'Association des journalistes chypriotes. "Gagner le Soulier d'Or a été l'un des jours les plus heureux de ma vie", a-t-il déclaré. "C'est un honneur très spécial pour tout footballeur européen."
Le 7 novembre 1979, Kaiafas réalise l'un de ses meilleurs matchs avec son club, marquant un doublé contre l’Ajax Amsterdam (score final : 4-0) au deuxième tour de la Coupe d'Europe. Au match aller, deux semaines plus tôt, Omonia avait perdu 10-0 à Amsterdam. Au tour précédent, Kaiafas marque quatre buts contre les Red Boys, un club luxembourgeois (score final : 6-1). Finalement, il termine troisième meilleur buteur de la Coupe d'Europe cette saison.
Kaiafas annonce sa retraite en mai 1984, mettant fin à une carrière qui a coïncidé avec la plus grande décennie de l'histoire d'Omonia. Il considère que ce club est comme sa « deuxième famille ». 
Son fils, Kóstas, devient aussi footballeur. Il passe la majorité de sa carrière à Omonia. Il a également joué pour Alkí Larnaca en deuxième division chypriote.

## Palmarès
- Vainqueur du Championnat de Chypre de football en 1972, 1974, 1976, 1977, 1979, 1981, 1982, 1983 et 1984 avec l'Omonia Nicosie.
- Vainqueur de la Coupe de Chypre de football en 1972, 1974, 1980, 1981, 1982 et 1983 avec l'Omonia Nicosie.
- Vainqueur de la Supercoupe de Chypre de football en 1979, 1980, 1981, 1982 et 1983 avec l'Omonia Nicosie.

## Distinctions personnelles
- Soulier d'or européen en 1976.
- Meilleur buteur du Championnat de Chypre de football en 1972, 1974, 1976, 1977, 1979, 1981 et 1982
- Membre de la liste des Joueurs en or de l'UEFA.
- Sportif chypriote de l'année en 1976 et 1978.
- Sportif chypriote du siècle.